# Jürgen Ospelt
Jürgen Ospelt (ur. 16 stycznia 1974) – liechtensteiński piłkarz grający na pozycji pomocnika. Od 2004 roku jest zawodnikiem klubu FC Triesenberg.

## Kariera klubowa
Swoją karierę piłkarską Ospelt rozpoczął w klubie FC Vaduz. Zadebiutował w nim w 1994 roku w drugiej lidze szwajcarskiej. W sezonie 1996/1997 był wypożyczony do USV Eschen/Mauren. W latach 1995, 1996, 1998, 1999 i 2000 zdobył z Vaduzem pięć Pucharów Liechtensteinu. W 2000 roku odszedł do FC Widnau. Z kolei w 2002 roku został zawodnikiem FC Chur 97. W 2004 roku został piłkarzem FC Triesenberg.

## Kariera reprezentacyjna
W reprezentacji Liechtensteinu Ospelt zadebiutował 27 maja 1994 roku w przegranym 0:2 towarzyskim meczu ze Szwajcarią, rozegranym w Bazylei. W swojej karierze grał w: eliminacjach do Euro 96, do MŚ 98, do Euro 2000, do MŚ 2002 i do Euro 2004. Od 1994 do 2003 roku rozegrał w kadrze narodowej 40 meczów.